# Camerton, Cumbria
Camerton är en by och en civil parish i Cumbria i England. Orten har 172 invånare (2001). Den har en kyrka.